# John Denny
John Allen Denny (* 8. November 1952 in Prescott, Arizona) ist ein ehemaliger US-amerikanischer Baseballspieler in der Major League Baseball (MLB) auf der Position des Pitchers. 1983 gewann er den Cy Young Award der National League.

## Werdegang
Denny wurde in Prescott, im US-Bundesstaat Arizona, geboren und besuchte die dortige High School, auf der er neben Baseball auch Basketball und American Football spielte. Er wurde im MLB Draft 1970 in der 29. Runde von den St. Louis Cardinals unter Vertrag genommen und spielte von 1970 bis September 1974 in den Farmteams des Franchises. Sein MLB-Debüt gab Denny am 12. September 1974 im Alter von 21 Jahren gegen die New York Mets. In dem Spiel pitchte er nur gegen zwei gegnerische Schlagmänner und gab einen Hit sowie einen Punkt ab. Das Spiel gewannen die Cardinals mit 12 zu 5. Ein Jahr darauf startete er die Saison bei den Tulsa Oilers in der Triple-A und zeigte dort gute Leistungen, sodass er später im Jahr als Starting Pitcher bei den Cardinals in der MLB eingesetzt wurde. 1976 führte er mit einer Earned Run Average (ERA) von 2.52 die National League in dieser Statistik an. Nach drei weiteren Jahren bei den Cardinals tauschten diese ihn zusammen mit Jerry Mumphrey am 7. Dezember 1979 für Bobby Bonds zu den Cleveland Indians.
Denny spielte bis Mitte September 1982 in Cleveland, bevor er zu den Philadelphia Phillies wechselte. Bei den Indians kam er auf insgesamt 56 Einsätze, 24 gewonnene und 23 verlorene Spiele, bei einer ERA von 4.18. Die Saison 1983 sollte Dennys erfolgreichste in seiner Karriere werden, denn er gewann 19 Spiele, führte damit die National League in dieser Statistik an, verlor sechs Spiele bei einer ERA von 2.37. Aufgrund dieser Leistungen wurde Denny 1983 mit dem Cy Young Award der National League ausgezeichnet.
In den kommenden Spielzeiten konnte Denny nicht an seinen Leistungen von 1983 anknüpfen und wechselte zur Saison 1986 zu den Cincinnati Reds, für die er am 18. August 1986 gegen die San Diego Padres sein letztes Spiel in der MLB bestritt. In diesem Spiel pitchte er 8 2⁄3 Innings, warf vier Strikeouts und ließ acht Hits und fünf Punkte zu. Das Spiel gewannen die Reds mit 6 zu 5. Damit holte sich Denny den letzten Win seiner Karriere.